# Castello di Montalto Pavese
Il Castello di Montalto Pavese è una fortificazione situata nel comune italiano di Montalto Pavese, in provincia di Pavia. L'edificio è posto a 350 m s.l.m. sull'altura che sovrasta il borgo, si trova nell'Oltrepò Pavese, su un crinale che fa da spartiacque tra la valle Scuropasso e la valle del Coppa.

## Storia
Nell’alto medioevo Montalto appartenne ad un ramo della famiglia dei Belcredi (una famiglia aristocratica di parte ghibellina di Pavia). Nel 1164 fu di Federico Barbarossa, che donò questa terra all’alleato comune di Pavia. Nel 1406 Castellino Beccaria lo ebbe da Filippo Maria Visconti. Passò nel 1474 a Francesco Strozzi di Benedetto per donazione di Galeazzo Maria Sforza duca di Milano. La costruzione del palazzo attuale iniziò nel 1593 per volontà di Filippo Belcredi, come citato in un'epigrafe posta all’ingresso, sui resti di una precedente fortificazione che il proprietario, Ludovico Taverna, fu costretto dal re di Spagna a declassare, togliendole ogni apprestamento militare. I lavori di ampliamento e modifica continuarono negli secoli successivi, sino all'interruzione in seguito alle conquiste napoleoniche.

## Struttura
Anche se chiamato castello in realtà l’edificio è un imponente palazzo signorile, con costruzione in pietra e mattoni a vista di pianta regolare e notevole estensione. La muratura attuale, pur essendo molto probabilmente ricavata da quella della fortificazione medievale, presenta un aspetto barocco. Tra le tracce della fortificazione passata spicca il mastio dell'antico castello, una grande torre quadrata, che caratterizza il profilo dell'edificio, che è circondato da due giardini: uno all’italiana, con viali regolari e ritagli geometrici, l’altro all’inglese, ombreggiato da boschetti di larici, roveri e castagni.

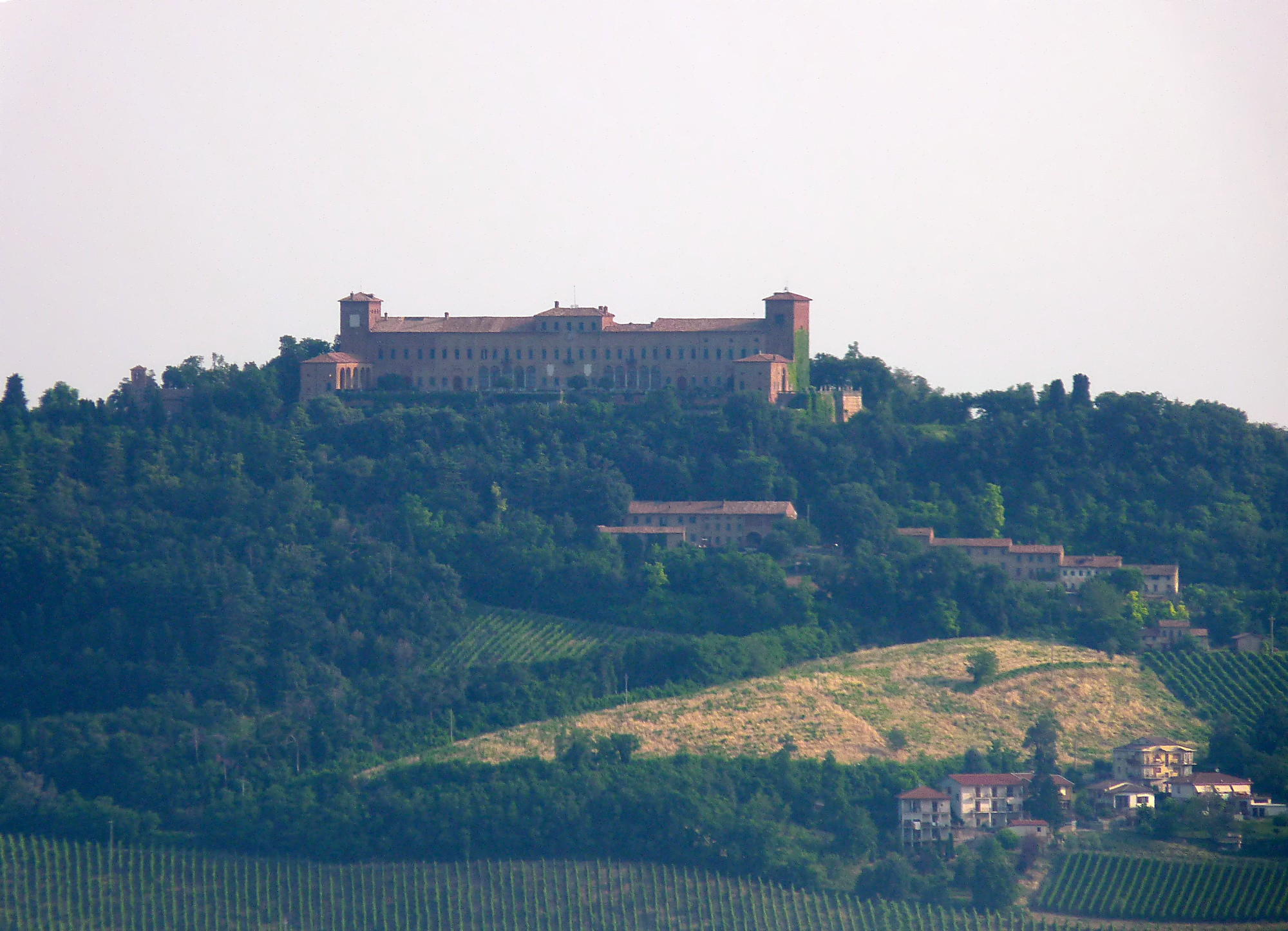
Castello di Montalto Pavese dalla Costa Pelata